# Saint-Athanase
Saint-Athanase es un municipio canadiense situado en la provincia de Quebec.

## Superficie
Saint-Athanase tiene una superficie de 292,63 km².

## Demografía
En 2021, tenía 303 habitantes, una densidad poblacional de 1 hab./km², y 171 viviendas.